# A Creature I Don't Know
A Creature I Don't Know is het derde album van de Britse singer-songwriter Laura Marling. Het album werd op 9 september 2011 uitgebracht bij Virgin Records en werd geproduceerd door Ethan Johns.
Het album werd goed ontvangen en haalt een gemiddelde score van 82% volgens Metacritic, gebaseerd op 24 professionele recensies. Verschillende recensenten hebben opgemerkt dat Marlings stijl volwassener geworden is dan in haar vorige albums.
A Creature I Don't Know stond gedurende een week in de Nederlandse Album Top 100, op positie 72. Het album bleef vier weken in de Vlaamse hitlijst en bereikte daar de 36e plaats.

## Tracklist
1. "The Muse" – 3:40
2. "I Was Just a Card" – 3:30
3. "Don't Ask Me Why" – 3:58
4. "Salinas" – 4:37
5. "The Beast" – 5:44
6. "Night After Night" – 5:08
7. "My Friends" – 3:58
8. "Rest in the Bed" – 3:08
9. "Sophia" – 4:51
10. "All My Rage" – 2:47
11. "Flicker and Fail" (iTunes bonus track)